# Нисчай
Нисчай (азерб. Nisçay), также Пештасарчай или Тундухлудереси (азерб. Tunduxludərə),  — горная река в Ярдымлинском районе Азербайджана, правый приток реки Виляшчай. Длина реки — 16 км. Площадь водосборного бассейна — 58,3 км².

## Топонимика
Гидроним «Нисчай» происходит от талышского слова «нис/ныс», означающего «юг», и тюркского апеллятива «чай» со значением «река» и означает «текующая с юга река». В XIX веке река была известна под названием Арвана́.
Другое название реки Тундухлудереси происходит от тюркских слов «тундур» (плотина), принадлежного суффикса «лу» и слова «дере» (ущелье) и означает «запруженная река», «перекрытая река».

## География и геология
Река Нисчай протекает с юга-запада на северо-восток. Она берёт своё начало на северо-восточных склонах Талышского хребта южнее села Арвана, протекает через село Фындыклыкышлак, вдоль Пештасарского хребта и южнее села Пештасар и близ сёл Нисакяла и Уракеран впадает в реку Виляшчай.
Река Нисчай узким ущельем прорезывает твёрдые породы пештасарской осадочной свиты верхнего эоцена.